# 페기 시거
페기 시거(Peggy Seeger, 1935년 6월 17일 ~ )는 미국의 포크 가수이다. 피트의 이복 누이동생이자 마이크의 친누이동생이다. 시거 형제 가운데 가장 소박한 애팔래치아 민요의 스타일로 노래하며 밴조를 연주하였다. 1935년 6월 17일에 태어나, 형들의 감화로 민요에 흥미를 갖고 국회도서관의 민요 자료실에 있는 옛 레코드를 연구하였다. 1957년에 영국 최고의 민요가수 이와 매콜과 결혼하였다.  그녀만큼 도시에서 자랐으면서도 소박한 민요의 맛을 터득한 사람도 흔치 않으며, 진 리치와 함께 여류 포크의 최고봉으로 손꼽혔다.

## 생애

### 초창기
시거의 아버지는 민속학자이자 음악학자인 찰스 시거(1886–1979)였고, 어머니는 시거의 2번째 아내인 루스 포터 크로포드(1901–1953)로, 구겐하임 펠로우십을 받은 최초의 여성 작곡가였다.
찰스가 재정착 관리국의 음악 부서에 임명된 후, 그 가족은 1936년에 워싱턴 D.C.로 이사하였다.
그녀의 형제 중 한 명은 마이크 시거였고, 피트 시거는 그녀의 이복형제였다. 시인 앨런 시거는 그녀의 삼촌이었는데 그녀의 1번째 녹음 중 하나는 1955년 미국 민요였다.

### 제1차 미국 시대
1950년대에 폴 로브슨과 더 위버스와 같은 좌파 가수들은 맥카시즘의 영향으로 인해 삶이 어려워졌다고 느끼기 시작했다. 시거는 공산주의 중국을 방문했고, 그 결과 미국 여권이 철회되었다. 1957년, 미국 국무부는 시거가 모스크바에서 열린 제6회 세계 청소년 및 학생 축제에 참석하는 것에 반대했으며(CIA가 미국 대표단을 감시했던 곳), 그녀가 그 여행 중에 중국에 간 것에 대해 공식적인 "조언"에 반하여 강력히 비판했다. 당국은 그녀가 미국으로 돌아갈 경우 여권이 압수되어 더 이상 여행할 수 없게 될 수 있다고 경고하였는데 그녀는 유럽 투어를 결심했고, 나중에 유럽 정부에 파견된 블랙리스트에 올랐다는 사실을 알게 되었다.

### 영국으로의 이민
시거는 1956년 이완 맥콜을 처음 만났다. 그녀는 앨런 로맥스로부터 더 램블러스라는 포크 그룹에서 가수 겸 밴조이스트로 활동하겠다는 제안을 받은 후 런던으로 갔는데 그녀는 사랑에 빠져 맥콜과 불륜을 시작했다. 그러나 맥콜은 그의 2번째 아내인 진 뉴러브와 결혼했다. 시거는 미국으로 돌아와 1957년 로스앤젤레스에서 라디오 쇼를 진행했으며, 그녀가 그곳에 있을 때 맥콜은 그녀를 위해 "처음으로 당신의 얼굴을 보았습니다"라는 글을 썼다. 시거는 모스크바에서 열린 축제에서 맥콜을 다시 만났다. 그들은 1958년 5월에 프랑스에서 다시 연결되었고, 함께 아이를 갖기로 결정하였다. 감독이자 배우인 조안 리틀우드와 결혼한 맥콜은 2번째 아내인 진 뉴러브를 떠나 시거의 연인이 되었다.
프랑스에 있는 동안 영국의 취업 허가 없이 맥콜과 시거는 1959년 1월 24일 파리에서 스코틀랜드 포크 가수 알렉스 캠벨과 결혼하는 계획을 세웠다. 시거는 이를 "유쾌한 결혼식"이라고 표현했다. 이 편리함의 결혼은 3년 동안 지속되었으며, 시거는 영국 시민권을 획득하고 맥콜과의 관계를 계속 유지할 수 있게 해주었다. 맥콜과 시거는 뉴러브와 이혼한 후 18년 후인 1977년 1월 25일에 결혼했다. 1989년 그가 사망할 때까지 그들은 함께 지냈다. 그들은 세 자녀를 두었습니다: 닐, 칼럼, 그리고 키티였는데 시거는 또한 맥콜의 이전 연애 시절 딸인 가수 커스티 맥콜의 계모가 되었다. 그들은 포크웨이즈 레코드에서 여러 앨범을 녹음하고 발매했으며, 시거의 솔로 앨범과 시거 패밀리 및 시저 시스터즈와의 다른 협업도 함께 진행하였다.
시거는 영국 민속 음악 부흥을 위한 협주곡 도입의 리더였다. 유일한 협주곡 연주자는 아니었지만, 그녀의 "음악적 기술과 열정은 ... 부흥기에 연주되는 협주곡의 복음을 전파하는 데 큰 힘이 되었다."
1971년 다큐멘터리 영화 '아 카인드 오브 엑자일'은 시거의 프로필이자 이완 맥콜이 출연하기도 했다. 그 영화는 존 골드슈미트가 ATV를 위해 감독하고 제작했으며, 영국 ITV에서 상영되었다.

### 두 명의 사회 비평가
음악학자 찰스 시거, 페기 시거의 아버지
맥콜과 함께 시거는 전통 노래를 공연하거나 전통 노래 구조(또는 맥콜이 "민속 창작 기법"이라고 부르는)를 사용하여 새로운 노래를 작곡하는 젊은 가수들을 위한 "마스터 클래스"인 비평가 그룹을 설립했습니다. 비평가 그룹은 연극, 코미디, 노래를 혼합하여 풍자적인 노래를 공연하려는 퍼포먼스 앙상블로 발전했습니다, 결국 "바보들의 축제"라는 일련의 연례 공연이 만들어졌습니다. 이 행사는 왕의 신하들에게 일 년 중 대부분 동안 허용된 것보다 더 큰 표현의 자유가 허용된 전통적인 영국 제도 행사의 이름을 따서 명명되었습니다. 시거와 맥콜은 듀오와 솔로 아티스트로서 공연하고 녹음했습니다. 맥콜은 시거를 기리기 위해 "The First I Sow Your Face"를 작곡했습니다 (그리고 시거가 미국에서 공연하는 동안 두 사람의 장거리 전화 통화 중에 그렇게 했습니다. 맥콜은 급진적인 정치적 견해로 인해 그녀와 함께 미국 여행하는 것이 금지되었습니다). 그 부부의 수많은 앨범 중 어느 것도 전기 또는 전자 악기를 사용하지 않습니다.
맥콜이 일과 전쟁 및 편견에 반대하는 많은 노래를 작곡하는 동안, 시거(또한 그런 노래를 작곡한 사람)는 여성 문제에 대해 노래했으며, 그녀의 많은 노래들은 여성 운동의 노래가 되었습니다. 그녀의 가장 기억에 남는 곡은 "I'm Gonna Be a Engineer"였습니다. 차일드 발라드에 헌정된 두 개의 주요 프로젝트가 있었습니다. 첫 번째는 '롱 하베스트'(1966-75년 10권)였습니다. 두 번째는 피와 장미 (5권, 1979–83)였습니다. 그녀는 미국 순항 미사일에 반대하는 시위가 집중된 그린햄 공동 여성 평화 캠프를 방문했습니다. 그들을 위해 그녀는 "캐리 그린햄 홈"을 썼습니다. 시거는 1976년부터 1988년까지 블랙손 레코드라는 음반사를 운영하기도 했습니다.

### 최근 몇 년
더 배우기
이 살아있는 사람의 전기 섹션은 검증을 위해 추가 인용이 필요합니다. (2021 12
소련이 몰락한 후, 미국 당국은 시거에 대한 태도를 완화하기 시작했다. 그녀는 1994년에 미국으로 돌아와 노스캐롤라이나주 애쉬빌에 살았다. 시거는 여성 문제에 대해 계속 노래해 왔는데 그녀의 가장 인기 있는 최근 앨범 중 하나는 Love Will Langer On (1995)이고 그녀는 1999년 이전부터 150곡의 노래 모음집을 출판했다.
2011년, 시거는 에센셜 이완 맥콜 송북을 편집하였는데 그녀의 소개는 맥콜과의 삶에 대해 자세히 설명해 주었다. 그녀는 이완과 정치적 관점에서 약간의 차이를 표현했다.
신진 생태 페미니스트로서 저는 이 책에 나오는 많은 노래들의 주제를 다루기가 매우 어렵다고 생각합니다. 개발된 친환경 페미니스트는 아마도 이 책을 전혀 다루지 않았을 것입니다. 이완은 마르크스주의자였으며, 산업 혁명의 종말을 초래한 전투적이고 장대한 정치적 산물이었습니다. 그의 노래 대부분에서 남자들은 땅을 파고, 자르고, 자르고, 짓고, 다시 만들고, 랩하고, 통제하고, 지구를 인간화하며, 인류의 이익을 위해 그렇게 했다는 찬사를 받고 있습니다. 인류애와 계급 투쟁은 이완의 주요 관심사였지만, 그의 노래는 남성을 다루고 있습니다: 남성의 일, 남성의 삶, 남성의 활동, 그리고 음경의 힘에 대한 많은 베일에 가려진(그리고 그렇게 베일에 가려지지 않은) 언급들입니다. 남녀 모두가 언급되는 것이 분명하지만, 이완(초기 노래에서 저처럼, 그리고 가부장적 사회의 대부분의 사람들처럼)은 남성 대명사를 사용합니다.
2006년, 페기 시거는 매사추세츠주 보스턴으로 이주하여 노스이스턴 대학교에서 시간제 교수직을 수락했습니다. 2008년에는 대통령 선거 캠페인과 관련된 뮤직비디오를 제작하기 시작하여 유튜브 페이지를 통해 공개했습니다.
16년 동안 미국에서 생활한 후, 시거는 자녀들과 더 가까워지기 위해 2010년에 영국으로 돌아갔습니다. 2013년부터는 옥스퍼드 이플리에서 살고 있습니다.
2012년에는 실험적인 댄스 프로듀서 Broadcaster와 협력하여 댄스 비트를 배경으로 한 곡들의 앨범을 작업했습니다.
시거는 양성애자임을 밝히며 Getting Bi에 에세이를 기고했습니다: 전 세계 양성애자들의 목소리. 그 안에서 그녀는 이완 맥콜이 사망한 후 전통 가수 아이린 파이퍼-스콧(뉴질랜드에 거주)과 시작한 관계에 대해 자세히 설명합니다.
시거는 캐나다 포크 아티스트 고 케이트 맥가리글의 라이브 헌정 앨범 "Tell My Sister"에서 "Sing Me the Songs: Celebrating the Works of Kate McGarrigle"을 공연했습니다. 그 앨범은 2013년 6월에 발매되었습니다.
시거의 회고록, 처음으로: 회고록은 2017년 10월에 파버와 파버에 의해 출판되었습니다. 회고록과 함께 수록된 노래 더블 CD가 동시에 발매되었습니다.
시거는 2022년 초부터 영국과 아일랜드에서 '첫 이별' 투어를 진행하고 있습니다.

## 음반

### 솔로 앨범
- 구애와 불평의 노래 (1954) (이후 구애와 불평의 민요로 재발매됨)
- 어린이를 위한 동물 민요 (1957)
- 민요와 발라드 (1957)
- 너와 나를 위한 노래 (1962)
- 페기 시거의 베스트 (1963)
- 페기 나홀로 (1967)
- 페넬로페는 더 이상 기다리지 않습니다 (1977)
- 그러므로 평등하다 (1979)
- 민속의 해 1955년 1992년 사랑과 정치의 노래 (1992)
- 익숙한 얼굴들 (1993)
- 사랑과 정치의 노래 (1994)
- 사랑은 계속될 것입니다 (1995)
- 이상한 컬렉션 (1996)
- 클래식 페기 시거 (1996)
- 시대 조각 (1998)
- 봄닭은 없다 (1998)
- 거의 상업적으로 실행 가능한 (2000)
- 집으로 향하다 (2003)
- 러브 콜 미 홈 (2005)
- 브링 미 홈 (2008)
- 페기 시거 라이브 (2012)
- 모든 것이 변하다 (2014)
- 러브 언비드든 (2020)
- 첫 이별 (2021)
- 텔레올로지 (2025)

### 이완 맥콜 사용
- 영국 제도와 미국의 노래 맞추기 (1957)
- 세컨드 시프트 – 인더스트리얼 발라드 (1958)

교수대 합창 (1960)
- 스코틀랜드 인기 노래 (1960)
- 낚시를 노래하다 (1960)
- 뉴 브리튼 가제트, 제1권 (1960)
- 클래식 스코틀랜드 발라드 (1961)
- 스코틀랜드의 보티 발라드 (1961)
- 양방향 여행 (1961)
- 뉴 브리튼 가제트, 제2권 (1962)
- 야코바이트 노래 – 1715년과 1745년의 두 반란 (1962년)
- 스팀 휘슬 발라드 (1964)
- 전통 노래와 발라드 (1964)
- 애머러스 뮤즈 (1966)
- 맨체스터 엔젤 (1966)
- 롱 하베스트 1 (1966)
- 롱 하베스트 2 (1967)
- 롱 하베스트 3 (1968)
- 화난 뮤즈 (1968)
- 롱 하베스트 4 (1969)
- 롱 하베스트 5 (1970)
- 이완 맥콜과 페기 시거의 세계 (1970)
- 롱 하베스트 6 (1971)
- 롱 하베스트 7 (1972)
- 이완 맥콜과 페기 시거의 세계 2권 - 라디오 발라드의 노래 (1972)
- 현재의 순간 (1972)
- 현대 노래의 민속 음악 기록 (1973)
- 롱 하베스트 8 (1973)
- 롱 하베스트 9 (1974)
- 롱 하베스트 10 (1975)
- 소와 입의 토요일 밤 (1977)
- 콜드 스냅 (1977)
- ^핫 블라스트 (1978)
- 피와 장미 (1979)
- 킬로이는 여기 있었다 (1980)
- 피와 장미 2 (1981)
- 피와 장미 3 (1982)
- 피와 장미 4 (1982)
- 피와 장미 5 (1983)
- 프리본 맨 (1983) [1989년 재발행]
- 아빠, 파업에서 뭐 했어요? (1984) [cassette 미니앨범]
- 화이트 윈드, 블랙 타이드 – 안티 아파르트헤이트 노래 (1986) [카세트 앨범]
- 뉴스 항목 (1986)

### 마이크 시거와 함께
- 시저스가 부른 미국 민요 (1957)
- 페기 앤 마이크 (1967)
- 미국 어린이 민요 (1977)
- 크리스마스를 위한 미국 민요 (1990)
- 플라이 다운 리틀 버드 (2011)

### 비평가 그룹 및 프랭키 암스트롱과 함께
- 여성 프롤릭 (1967)
- 리빙 포크 (1970)

### 손님들과 함께
- 쓰리 스코어 앤 텐 (콘서트) (2007)

### 협업
- 누가 당신의 예쁜 작은 발을 신을 건가요 (Topic UK 버전, 1964) - 톰 페이리와 페기 시거의 미국 버전 클라우디아 페이리

- 불행한 갈퀴 (1960) – 2009년, 이 앨범의 16번 트랙("Girl on the Green Briar Shore")이 토픽 레코드의 70주년 기념 박스 세트인 Three Score and Ten의 일곱 번째 CD에 수록되었다.